# 岡田純子
岡田純子（日语：岡田 純子，1973年5月23日—），日本女性配音員、音響監督。出身於岩手縣，愛知縣海部郡蟹江町出生。B型血。
一時期間別名朶峙 純（たおか じゅん）持續參加配音工作。

## 來歷、人物
- 1997年1月19日於遊戲《青澀寶貝》的最終試鏡中被選為擔任安達妙子一角。和同作品名為「兔子組（日语：うさぎ組 (センチメンタルグラフティ)）」的其他五人一樣經由公開招聘入選，Marcus破產後，本身是透過劇團的關係，而不是跟其他五人一樣都是經由培訓學校訓練，所以這六人中只有她沒有加入青二Production，而是加入Aksent。其它演出作品還有《Wind -a breath of heart-》（聲演藤宮望）。並進行舞台活動。
- 上面提到，高中畢業後她加入並成為劇團21世紀FOX（日语：劇団21世紀FOX）的正式團員[3]（當初是被認為類似於隸屬關係為「研修生」，但當時並沒有「研修生」制度）。之後，被臨時分配暫時成為Marcus所屬。在岡田的情況下，Marcus以降的從屬關係通常被認為是專業活動。之後，她經歷了Aksent→元氣Project（日语：元氣プロジェクト）[3]，2009年8月退出元氣Project，同年9月成為Office Watanabe（日语：オフィス ワタナベ）所屬。2012年3月退出Office Watanabe，同年4月加入KAM Promotion，同年之內退出。現在是自由身。自由身時2012年也曾擔任代代木動畫學院講師[5]。
- 結婚後，岡田將《青澀寶貝》安達妙子（初代[注 1]）的角色託付給了有島萌優，暫時休業。婚姻生活安定下來以後，她認為一直專注於戲劇而對只有高中學歷感到自卑，在丈夫的鼓勵下，她決定並考上了大學。一開始是進入短大，畢業後才編入大學，最後，她實現了大學畢業的夢想。此外，由於本人的意向，高中、短期大學、大學均未公開，在本人的部落格僅公佈了高中所在的千葉縣和大學所在的東京都。

## 演出
粗體字表示主要角色。

### 電視動畫
1990年代
- 恐龍冒險記（日语：恐竜冒険記ジュラトリッパー）（1995年，莫吉）
- 玩偶遊戲（1996年，橫田留美子）
- 青澀寶貝（1998年，安達妙子）

2000年代
- 青出於藍（2002年，女僕、主持人）
- GetBackers-奪還屋-（2002年，護士）
- Wind -a breath of heart-（2004年，藤宮望）
- ZEGAPAIN（2006年，福賽塔）
- ef - a tale of memories.（2007年，新藤景）
- ef - a tale of melodies.（2008年，新藤景、第6話預告旁白）

### OVA
- Wind -a breath of heart-（2004年，藤宮望）

### 電影動畫
- ZEGAPAIN ADP（2016年，福賽塔）

### 遊戲
1990年代
- 卒業 Vacation（1997年，三波亮子）
- 青澀寶貝（1998年，安達妙子[2]）
  - 青澀寶貝（1998年，安達妙子[2]）
  - 青澀寶貝 ～約束（2001年，安達妙子[2]）
  - Sentimental Prelude（日语：センチメンタルプレリュード）（2004年，安達妙子[2]）
  - 東京魔人學園朧綺譚（1999年，青葉聰美）
- （1999年，橘春菜）

2000年代
- TAMTAM PARADISE（2001年，打天使）
- 東京魔人學園外法帖（日语：東京魔人學園外法帖）（2002年，美彌、真由）
- BITTERSWEET FOOLS（2002年，索里諾）[注 2]
- Innocent Tears（日语：Innocent Tears (ゲーム)）（2002年，九條沙羅）
- Wind -a breath of heart-（2003年，藤宮望）
- 純愛咖啡廳 ～maid cafe "curio"～（日语：ショコラ 〜maid cafe "curio"〜）（2003年，真名井美里）[注 3]
- 東京魔人學園符咒封錄（2004年，青葉聰美[2]）
- ZEGAPAIN XOR（2006年，福賽塔）
- 春天的足音 -Step of Spring-（2006年，藤倉和）
- 未婚妻（日语：許嫁 (プリンセスソフト)）（2007年，賽麗娜·菲利克斯、傑拉爾丁）
- eden*（2009年，夏目）
- 撫子事務所!!（日语：ナデプロ!!）（2009年，女性粉絲A）
- 音樂槍槍（日语：ミュージックガンガン!）（2009年，米魯克）

2010年代
- ef - a fairy tale of the two.（2010年，新藤景）
- 絕對英雄改造計畫（日语：絶対ヒーロー改造計画）（2010年，巧可）
- 飛鳥山學園組體操（2014年，桂木環、磯邊羅塞塔）

### 外語配音

#### 電影
- 捉妖記2（2021年，刺妖、小翠、弟子女、少年）

### 旁白
- 駿台預備學校
- Linux Japan
- 學校教育視頻
- CM綜合研究所

### 舞台
- 劇團21世紀FOX（飾演 少女〈香織〉）
- 劇團21世紀FOX（飾演 少女）
- 劇團21世紀FOX（飾演 少女）
- 東京櫻組（飾演 少女〈咲〉）
- 東京櫻組（飾演 八木橋多惠子）
- （飾演 神田嶺香）
- 「記憶…。」（飾演 少女）[注 4]
- （2005年12月，飾演 若山富江）[注 5]
- （2009年2月，飾演 天子）[注 4]
- （飾演 阿清）
- （飾演 ）
- Liddell Project「SNOW」（2008年7月）
- Liddell Project「戀愛戲曲」（飾演 泉川京子 役）
- 遊遊團布蘭奇☆面紗「愛麗絲夢遊仙境」（飾演 愛麗絲）
- 演劇製作團體V-NET「PEACH peach PEACH」（飾演 相田菜摘）
- 演劇製作團體V-NET「Oh！My Lovers」（飾演 三浦）
- 演劇製作團體V-NET「藍色時光」（飾演 ZOZO）
- AirStudio「浪漫」（飾演 平瀨惠）
- AirStudio「SAKURA」（飾演 那江）
- 劇團軌跡（飾演 老師／母親）
- 劇團軌跡「LittleStep VII」（舞蹈、動作）
- K-GUN（飾演 ）
- samasama「place」（飾演 美奈）
- LGT PRODUCE「CALLING」（飾演 花純）
- 劇團彩虹塔「吸血鬼的情歌」（飾演 春香）
- 「銀河旋律」（飾演 春香）
- （飾演 母親）
- 朗讀劇 池袋Stream「月下夜想曲」（飾演 母親）[注 6]

### 綜藝節目
- （作為代代木動畫學院講師，2014年10月）

## 音樂作品

### 角色歌曲
| 發行日期 | 標題                                                        | 名義 | 樂曲                                | 商業搭配                                             |
| 1997年   | 1997年                                                      | 1997年 | 1997年                              | 1997年                                               |
| -------- | ----------------------------------------------------------- | --- | ----------------------------------- | ---------------------------------------------------- |
| 8月20日  | 卒業 Vacation                                               | 三波亮子（岡田純子）、伊東由紀惠（岡本麻見）、戶塚泉（牧島有希）                                             | 「」                                | 遊戲《卒業 Vacation》片頭主題曲                      |
| 8月20日  | 卒業 Vacation                                               | 三波亮子（岡田純子）                                                                                         | 「PURE」                            | 遊戲《卒業 Vacation》相關歌曲                        |
| 12月10日 | 青澀寶貝7 安達妙子                                          | 安達妙子（岡田純子）                                                                                         | 「」                                | 遊戲《青澀寶貝》相關歌曲                             |
| 1998年   |                                                             | |                                     |                                                      |
| 2月21日  | 青澀寶貝 歌唱專輯 3×4 ～the other seasons～                 | 安達妙子（岡田純子）、星野明日香（岡本麻見）、山本琉璃香（今野宏美）                                         | 「」                                | 遊戲《青澀寶貝》相關歌曲                             |
| 2月21日  | 青澀寶貝 歌唱專輯 3×4 ～the other seasons～                 | SG Girls | 「」                                | 遊戲《青澀寶貝》相關歌曲                             |
| 6月20日  | 青澀寶貝11 安達妙子                                         | 安達妙子（岡田純子）                                                                                         | 「」                                | 遊戲《青澀寶貝》相關歌曲                             |
| 8月1日   | 青澀暑假                                                    | SG Girls | 「」                                | 遊戲《青澀寶貝》相關歌曲                             |
| 8月1日   | 青澀暑假                                                    | SG Girls | 「」                                | 遊戲《青澀寶貝》相關歌曲                             |
| 12月31日 | 青澀寶貝 最終角色精選輯Box 11 安達妙子                      | 安達妙子（岡田純子）                                                                                         | 「」                                | 遊戲《青澀寶貝》相關歌曲                             |
| 2007年   |                                                             | |                                     |                                                      |
| 11月21日 | ef-a tale of memories. ENDING THEME ～Vivace by Kei Shindou | 新藤景（岡田純子）                                                                                           | 「」                                | 電視動畫《ef - a tale of memories.》片尾主題曲       |
| 11月21日 | ef-a tale of memories. ENDING THEME ～Vivace by Kei Shindou | 新藤景（岡田純子）                                                                                           | 「」 「euphoric field（Kei ver.）」 | 電視動畫《ef - a tale of memories.》相關歌曲         |
| 2009年   |                                                             | |                                     |                                                      |
| 2月27日  | ef - a tale of melodies. ORIGINAL SOUNDTRACK 2 ～felice～   | 羽山瑞希（後藤麻衣）、雨宮優子（中島裕美子）、宮村宮子（田口宏子）、新藤景（岡田純子）、新藤千尋（柳瀨夏美） | 「ever forever」                    | 電視動畫《ef - a tale of melodies.》最終話片尾主題曲 |
| 2019年   |                                                             | |                                     |                                                      |
| 1月19日  | 青澀寶貝 20週年紀念CD                                       | SG Girls | 「約束」                            | 遊戲《青澀寶貝》相關歌曲                             |
| 1月19日  | 青澀寶貝 20週年紀念CD                                       | SG Girls | 「」                                | 遊戲《青澀寶貝》相關歌曲                             |

### 其它參加樂曲
| 發行日期      | 標題                    | 名義 | 曲名                          | 備註                                |
| ------------- | ----------------------- | ---- | ----------------------------- | ----------------------------------- |
| 2003年2月14日 | Bittersweet Fools Dolce | Jun  | Angel Heart                   | 遊戲《BITTERSWEET FOOLS》片頭主題曲 |
| 2003年2月14日 | Bittersweet Fools Dolce | Jun  | BITTERSWEET (BUT SHINING DAY) | 遊戲《BITTERSWEET FOOLS》片尾主題曲 |

- 遊戲片頭主題曲 主唱：岡田純子、岡本麻見
- 遊戲《純愛咖啡廳 ～maid cafe "curio"～（日语：ショコラ 〜maid cafe "curio"〜）》DC版片尾主題曲 作詞、主唱：岡田純子
- 組合『Sto lat！（狩）』「Positive」「Sto lat！（狩）」 主唱：岡田純子、中島裕美子、船橋舞
- 組合『cherie』「hiver」「printemps」「ete」「automne」 主唱：岡田純子、田口宏子

## 腳註

## 外部連結
- 岡田純子的X（前Twitter） （日語）
- 岡田純子｜Office Watanabe （页面存档备份，存于） （日語）
- （日語）—岡田純子的官方個人網站。